# Estado de Ngiwal
Ngiwal es uno de los 16 estados de la nación insular de Palaos ubicado en la costa este de la isla principal del país. 

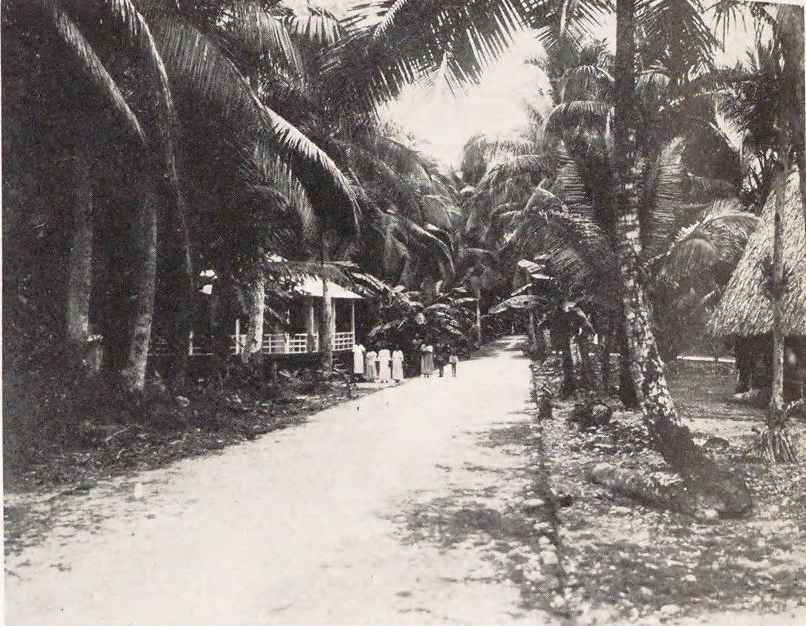
Ngiwal en 1932

## Geografía
El estado tiene una superficie de 26 km² y se encuentra en su totalidad en la isla de Babeldaob. Ngiwal es conocido por sus hermosas playas. Para llegar a Ngiwal en bote es necesario hacerlo en marea alta, aunque hay un muelle a un par de kilómetros al sur de la aldea en el cual se puede llegar con cualquier marea. Su centro administrativo y localidad principal es Ngerkeai. El estado posee al menos 2 áreas protegidas la reserva natural de Ngerbekuu y el área de conservación de Ngemai.

## Demografía
Su población alcanzó los 223 habitantes en 2005. Aumentó a 282 según datos del censo de 2015. Sus habitantes   son mayoritariamente pescadores o trabajadores públicos. Hay 3 pequeñas tiendas familiares, una escuela primaria y una biblioteca, que contiene una gran cantidad de libros infantiles, una copia de todos los libros palauanos y algunos libros en japonés y español.

## Cultura

### Leyendas
De acuerdo con las leyendas palauanas, la mujer más bonita venía de Ngiwal, y su nombre era Surech. El jefe oyó de su belleza y pidió ver la cara de Surech. Temiendo que el jefe quisiera casarse con ella, le pidió a su novio que le cortara la cabeza y se la enviara al jefe en una canasta, pero él se negó.

## Gobierno y Política
El estado de Ngiwal, con una población de menos de 300 habitantes, tiene un director ejecutivo electo, llamado gobernador. El estado también tiene una legislatura elegida cada dos años. La población del estado elige a uno de los miembros de la Cámara de Delegados de Palau.

## Educación
El Ministerio de Educación opera escuelas públicas. La escuela secundaria Palau en Koror es la única escuela secundaria pública del país, por lo que los niños de esta comunidad van allí.
El sistema de becas estatal de Ngiwal ofrece dos tipos de becas. Una por convertirse en ciudadano de Palaos y otro para un estudiante en un colegio, universidad o escuela vocacional.